# Alexander Mitchell (Ingenieur)

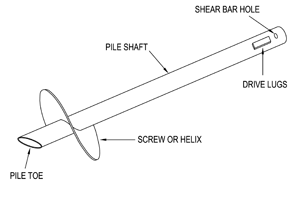
Darstellung eines Schraubenträgers (screw pile)

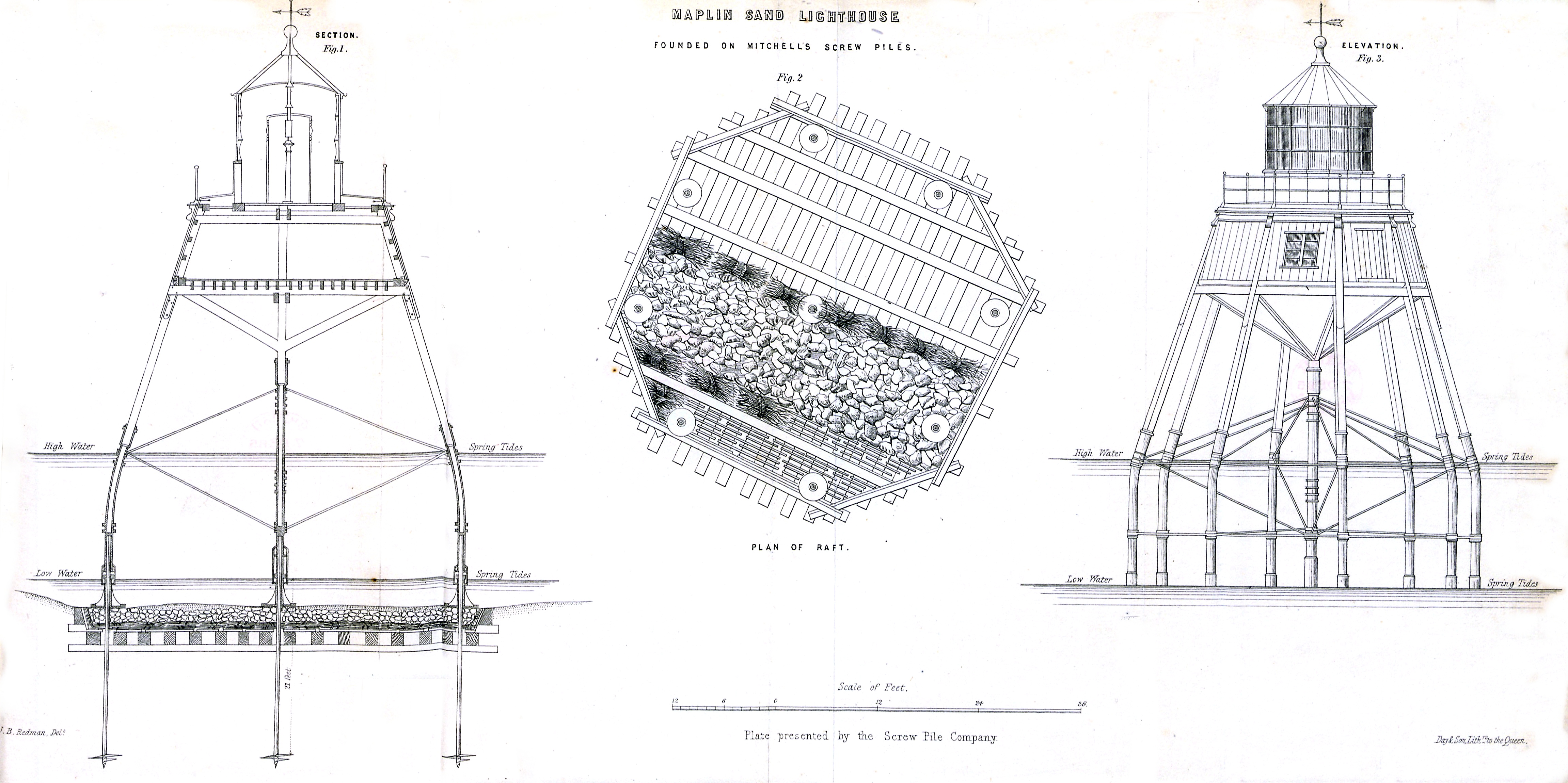
Maplin Sands screw pile Leuchtturm (Zeichnung veröffentlicht von Alexander Mitchell & Son in 1848)

Alexander Mitchell (* 13. April 1780 in Dublin; † 25. Juni 1868 in Glen Devis bei Belfast) war ein irischer Ingenieur. Mitchell, der im Alter von 22 Jahren vollständig erblindete, war ein Ziegeleibesitzer, der vielfache Erfindungen an Maschinen in diesem Bereich machte. Berühmt wurde er aber durch die Erfindung des Schraubenträgers (engl. screw pile) für Leuchttürme.
Mitchell wollte eine Methode finden, mit deren Hilfe Leuchttürme auf gefährlichen Sandbänken und in Flussmündungen errichtet werden konnten, wo der instabile Untergrund die Errichtung dieser Bauten in traditioneller Bauweise unmöglich machte. Im Sommer 1833 machte er mit der Hilfe seines Sohnes Versuche in der Bucht von Dublin, bei denen er einen Holzpfahl in den Sandboden schraubte und untersuchte, ob sich dieser durch die Gezeiten lockern würde. Die Experimente verliefen erfolgreich und der Schraubenträger wurde in London zum Patent angemeldet. 1838 wurde er durch seinen Freund, den Ingenieur James Walker, der an der Entwicklung des Hafens von Belfast arbeitete, zum Bau des Leuchtturms auf den Maplin Sands in der Mündung der Themse aufgefordert. Dies war der erste Leuchtturm (Screw-pile lighthouse) der auf der Basis der Erfindung Mitchells errichtet wurde. Mitchell arbeitete danach am Bau des Wyre Light Leuchtturms in der Mündung des River Wyre in der Morecambe Bay vor Fleetwood in Lancashire.
Das Bauprinzip wurde jetzt an einer ganzen Reihe von Leuchttürmen in Irland und England und auch der Küste Nordamerikas zum Einsatz gebracht und von Alexander Mitchells Sohn John weiterentwickelt. Alexander Mitchell erhielt 1848 die Telford Medal der British Institution of Civil Engineers und wurde ebenfalls auf der Weltausstellung in Paris 1855 für seine Erfindung geehrt.